# Anemia dregeana
Anemia dregeana là một loài dương xỉ trong họ Anemiaceae. Loài này được Kunze mô tả khoa học đầu tiên năm 1836.